# Villy-lez-Falaise
 Villy-lez-Falaise  es una población y comuna francesa, en la región de Baja Normandía, departamento de Calvados, en el distrito de Caen y cantón de Falaise-Sud.

## Demografía
| 198 | 215 | 208 | 190 | 248 | 229 |
| Para los censos de 1962 a 1999 la población legal corresponde a la población sin duplicidades (Fuente: INSEE [Consultar]) |     |     |     |     |     |